# Campionato nordamericano maschile di pallavolo 2007
Il XX campionato nordamericano maschile di pallavolo si è svolto dal 16 al 21 settembre 2007 ad Anaheim, negli Stati Uniti. Al torneo hanno partecipato 8 squadre nazionali nordamericane e la vittoria finale è andata per la settima volta, la terza consecutiva, agli Stati Uniti.

## Gironi
| Girone A                                | Girone B                                      |
| --------------------------------------- | --------------------------------------------- |
| Barbados Messico Porto Rico Stati Uniti | Canada Cuba Rep. Dominicana Trinidad e Tobago |

## Fase finale

### Finali 1º e 3º posto
|  | Quarti          | Quarti      |             |        | Semifinali         | Semifinali         |  |  | Finale 1º/2º posto | Finale 1º/2º posto |
|  |                 |             |             |        |                    |                    |  |  |                    |                    |
|  |                 |             |             |        |                    |                    |  |  |                    |                    |
|  |                 |             |             |        |                    |                    |  |  |                    |                    |
|  | -               | -           |             |        |                    |                    |  |  |                    |                    |
|  | -               | -           |             |        |                    |                    |  |  |                    |                    |
|  | -               | -           |             |        |                    |                    |  |  |                    |                    |
|  | -               | -           | Cuba        | 2      |                    |                    |  |  |                    |                    |
|  |                 |             | Cuba        | 2      |                    |                    |  |  |                    |                    |
|  |                 | Porto Rico  | 3           |        |                    |                    |  |  |                    |                    |
|  | Porto Rico      | Porto Rico  | 3           | 3      |                    |                    |  |  |                    |                    |
|  | Porto Rico      |             |             | 3      |                    |                    |  |  |                    |                    |
|  | Rep. Dominicana | 0           |             |        |                    |                    |  |  |                    |                    |
|  | Rep. Dominicana | 0           | Porto Rico  | 1      |                    |                    |  |  |                    |                    |
|  |                 |             | Porto Rico  | 1      |                    |                    |  |  |                    |                    |
|  |                 | Stati Uniti | 3           |        |                    |                    |  |  |                    |                    |
|  | -               | Stati Uniti | 3           | -      |                    |                    |  |  |                    |                    |
|  | -               |             |             | -      |                    |                    |  |  |                    |                    |
|  | -               | -           |             |        |                    |                    |  |  |                    |                    |
|  | -               | -           | Stati Uniti | 3      | Finale 3º/4º posto | Finale 3º/4º posto |  |  |                    |                    |
|  |                 |             | Stati Uniti | 3      | Finale 3º/4º posto | Finale 3º/4º posto |  |  |                    |                    |
|  |                 | Canada      | 1           |        |                    |                    |  |  |                    |                    |
|  | Canada          | Canada      | 1           | 3      | Cuba               | 3                  |  |  |                    |                    |
|  | Canada          |             |             | 3      | Cuba               | 3                  |  |  |                    |                    |
|  | Messico         | 0           |             | Canada | 0                  |                    |  |  |                    |                    |
|  | Messico         | 0           |             |        | 0                  |                    |  |  |                    |                    |
|  |                 |             |             |        |                    |                    |  |  |                    |                    |
|  |                 |             |             |        |                    |                    |  |  |                    |                    |

### Finali 5º e 7º posto
|  | Semifinali 5º/8º posto | Semifinali 5º/8º posto | Semifinali 5º/8º posto |                 |          | Finale 5º/6º posto | Finale 5º/6º posto | Finale 5º/6º posto |  |
|  |                        |                        |                        |                 |          |                    |                    |                    |  |
|  | Barbados               | Barbados               | 3                      |                 |          |                    |                    |                    |  |
|  | Barbados               | Barbados               | 3                      |                 |          |                    |                    |                    |  |
|  | Messico                | Messico                | 2                      |                 |          |                    |                    |                    |  |
|  | Messico                | Messico                | 2                      |                 | Barbados | Barbados           | 0                  |                    |  |
|  |                        |                        |                        |                 | Barbados | Barbados           | 0                  |                    |  |
|  |                        |                        | Rep. Dominicana        | Rep. Dominicana | 3        |                    |                    |                    |  |
|  | Trinidad e Tobago      | Trinidad e Tobago      | Rep. Dominicana        | Rep. Dominicana | 3        | 1                  |                    |                    |  |
|  | Trinidad e Tobago      | Trinidad e Tobago      |                        |                 |          | 1                  |                    |                    |  |
|  | Rep. Dominicana        | Rep. Dominicana        | 3                      |                 |          | Finale 7º/8º posto | Finale 7º/8º posto | Finale 7º/8º posto |  |
|  | Rep. Dominicana        | Rep. Dominicana        | 3                      |                 |          |                    |                    |                    |  |
|  |                        |                        |                        |                 |          |                    |                    |                    |  |
|  |                        |                        |                        |                 |          | Messico            | Messico            | 3                  |  |
|  |                        |                        |                        |                 |          | Messico            | Messico            | 3                  |  |
|  |                        |                        |                        |                 |          | Trinidad e Tobago  | Trinidad e Tobago  | 0                  |  |

## Classifica finale
| Classifica | Squadre           | Qualificazione       |
| ---------- | ----------------- | -------------------- |
|            | Stati Uniti       | Coppa del Mondo 2007 |
|            | Porto Rico        | Coppa del Mondo 2007 |
|            | Cuba              |                      |
| 4          | Canada            |                      |
| 5          | Rep. Dominicana   |                      |
| 6          | Barbados          |                      |
| 7          | Messico           |                      |
| 8          | Trinidad e Tobago |                      |